# Albert Göttle
Albert Göttle (* 26. April 1947 in Oberstdorf) ist ein deutscher Bauingenieur, Baubeamter und Hochschullehrer. Von 2013 bis 2023 war er Präsident des Landesfischereiverbandes Bayern.

## Leben und Wirken
Göttle studierte nach Abitur und Wehrdienst an der Technischen Hochschule München Bauingenieurwesen und schloss das Studium 1973 mit dem akademischen Grad Diplom-Ingenieur ab. 1978 wurde er mit einer Dissertation über ein Thema aus der Wasserwirtschaft promoviert. Seinen Vorbereitungsdienst für den höheren bautechnischen Verwaltungsdienst schloss er 1980 als Regierungsbaumeister (Assessor) ab. Bis 1982 war er Abteilungsleiter im Wasserwirtschaftsamt in Kempten (Allgäu), danach bis 1987 Referent für das Sachgebiet Wasserbau der Obersten Baubehörde im Bayerischen Staatsministerium des Innern. Von 1987 bis 1993 leitete er das Wasserwirtschaftsamt Kempten und von 1993 bis 2000 arbeitete er als Referatsleiter „Wasserwirtschaft im ländlichen Raum und Wildbäche“ im Bayerischen Staatsministerium für Landesentwicklung und Umweltfragen. Bis 2005 war er Präsident des Bayerischen Landesamts für Wasserwirtschaft, ehe er Präsident des Bayerischen Landesamtes für Umwelt wurde. Ende März 2011 wurde er zum Leiter der neu konzipierten Abteilung Reaktorsicherheit und Ökoenergie des  bayerischen Umweltministeriums berufen.
Neben diesen Ämtern war er ab 1988 Lehrbeauftragter an der Technischen Universität München, 1994 wurde er zum Honorarprofessor ernannt. Er ist unter anderem Hochwasserschutzbeauftragter für Bayern, Vizepräsident der Internationalen Forschungsgemeinschaft zum vorbeugenden Hochwasserschutz „Interprävent“ und Vertreter der Bundesrepublik Deutschland im Europäischen Normenausschuss CEN WG 22.
2025 wurde ihm der Bayerische Verdienstorden verliehen.